# Ilves (fotbal)
Tampereen Ilves (vyslovováno [ˈilʋes], švédsky: Ilves Tammerfors), známý jako Ilves, je finský fotbalový klub z Tampere. Hraje Veikkausliigu, nejvyšší fotbalovou soutěž Finska.
V roce 1983 klub vyhrál ligu. V letech 1979, 1990 a 2019 a 2023 pohár.
V letech 1999 až 2007 byl mužský tým rozpuštěn.
Jejich domácí hřiště je Tammelan Stadion. Mezi lety 2020 a 2023 hráli na Tampere Stadium.

## Úspěchy
- Mestaruussarja/ Veikkausliiga
  - : 1983
  - : 2024
- Finský fotbalový pohár
  - : 1979, 1990, 2019, 2023